# Croton salzmannii
Croton salzmannii är en törelväxtart som först beskrevs av Henri Ernest Baillon, och fick sitt nu gällande namn av Grady Linder Webster. Croton salzmannii ingår i släktet Croton och familjen törelväxter. Inga underarter finns listade i Catalogue of Life.